# Piet Moget
Petrus (Piet) Franciscus Moget (Den Haag, 28 mei 1928 -  Port-la-Nouvelle, 13 december 2015) is een Nederlands kunstenaar.

## Biografie
Moget ontmoette in 1937-1938 de kunstschilder Jan Blockpoel die in de traditie van de Haagse School werkte. Blockpoel werd zijn eerste leraar. Moget hielp met het dragen van de kleuren en de penselen. Hij observeerde het werk en schilderde zichzelf ook.
In 1941 hing hij veel rond op de Academie van Beeldende Kunsten aan de Prinsessegracht en na verschillende aanvragen werd hij op 13-jarige leeftijd toegelaten, tussen de volwassenen. Hij was de eerste student die zo jong werd toegelaten. Het onderwijs was academisch en de docenten richtten zich tijdens de lessen voornamelijk op de schilderingen van de Haagse School.
Moget bezocht regelmatig het Gemeentemuseum Den Haag, waar hij de schilderijen bekeek van de Nederlandse Moderne Kunst en onder meer de werken van Piet Mondriaan. In 1941-42 bezocht hij, vergezeld door zijn moeder, een tentoonstelling van Jan Sluijters. Hij verkocht zijn eerste schilderij, "La Rue", op een tentoonstelling in Voorburg in augustus 1942.
Tijdens de oorlogsjaren werkte Piet Moget in de Nederlandse traditie, onder invloed van de Haagse School. Hij probeerde verschillende technieken: olieverf, aquarel, potlood en houtskool. Hij experimenteerde met de kleur, een geleidelijke verandering van zijn palet aan tinten van iriserende kleur om meer en meer contrast te verwezenlijken. Hij schilderde de werkelijkheid van Nederlandse landschappen, dezelfde die door de meesters uit de Gouden Eeuw zijn beschreven. Aan het einde van de oorlog reisde hij door Europa, met name in Frankrijk, waar hij gedurende zes maanden verbleef.
In het najaar van 1946 ging hij naar de Academie van Beeldende Kunsten in Den Haag. Mevrouw Giacometti was zijn lerares kunstgeschiedenis en hij had als leraren Paul Citroen, verbonden met Dada, het Bauhaus en de Blaue Reiter, en Rein Draijer, die meer in de lijn van de nieuwe zakelijkheid werkte.
Moget zou niet worden beïnvloed door deze stromingen en ook niet door het kubisme, maar daarentegen wel door Monet en vooral Pissarro, zoals blijkt uit de schilderijen die hij maakte tijdens een bezoek in 1948 van Saint-Rémy-de-Provence.
Hij richtte in 1947 samen met een aantal andere studenten de Kontakt Groep op, die tentoonstellingen, debatten, discussies over kunst, poëzie, literatuur en politiek organiseerde.
1947 markeerde ook een mijlpaal in het leven en in het schilderwerk van Piet Moget. Gedurende de maand februari werd in het Gemeentemuseum Den Haag de tentoonstelling "Van Bonnard op de Huidige Dag" gepresenteerd, waar Piet Moget een schilderij van Geer van Velde ontdekte, de Middellandse Zee, geschilderd in het voorafgaande jaar. Het schilderij liet op hem een diepe indruk na: dit werk heeft een boodschap van hoop en rust.
In 1948 reisde hij naar de Provence. Hij ging op zoek naar licht en transparantie-effecten en leek zich te inspireren door het model van de impressionisten. Hij had hier al een bijzondere interesse voor het thema van de kade, het kanaal, die van groot belang worden in zijn latere werk. In 1951 liftte hij samen met kunstschilder Rudi Polder naar Lapland. Tijdens hun drie maanden durende reis verkochten ze, o.a. aan een galerie in Stockholm, grafisch werk van tien Haagse kunstenaars. In Jokkmokk maakten ze een decoratie in de eetzaal van het grootste hotel. Tot 1955 verbleef hij tijdens de zomermaanden in Zweden om te schilderen en te exposeren.
In datzelfde jaar maakte hij kennis met Geer van Velde door onverwacht op bezoek in Cachan te komen. Zo ontstond een lange vriendschap.
Van Velde en zijn vrouw Elizabeth kwamen meerdere malen in “la Grange Basse”, waar Geer werkte en exposeerde. Moget beschouwde hem als zijn "spirituele vader".
Vanaf 1954 komt het mediterrane landschap meer en meer op de voorgrond in zijn werk. Hij plant zijn schildersezel rond “la Grange Basse”, dicht bij het kasteel Frescati, in de tuin van de Rieu, vlak bij het kerkhof van Port-la-Nouvelle. Trouw aan de lessen van de schilders van Den Haag en van Paul Cézanne, schildert hij zijn motief. Moget kan niet binnen schilderen; hij heeft iets nodig als houvast. De natuur is eigenlijk zijn meestervoorbeeld.
In 1956 worden zijn kleuren steeds parelachtiger, iriserender. De contourvorm is steeds minder uitgesproken, de horizon is meer en meer aanwezig, de lucht wordt steeds belangrijker.
Vanaf ongeveer 1956 nam Moget de gewoonte aan om aan de kade van Port la Nouvelle te gaan schilderen met een klein bestelbusje. Op een dag was hij in zijn bestelwagen de krant aan het lezen, hij keek naar buiten en zag tot grote verwondering wat hij voor zich had. In feite heel weinig.
Een zeedijk met rotsblokken aan de voorkant van het kanaal, in het water weerspiegelen deze blokken, boven aan de dam kan men zich de zee en de lucht inbeelden. Hij zette voortaan zijn bestelwagen elke ochtend op dezelfde plaats, en voordat de zon de ochtendmist heeft weggenomen schilderde hij daar. Het centrale thema van zijn werk worden het kanaal, de dam, de zee en de ruimte.
Moget organiseerde ook tentoonstellingen van andere kunstenaars. Hij begon deze activiteit vanaf 1952 in Scandinavië, waar hij werk van hedendaagse Europese kunstenaars tentoonstelde.
Van 1956 tot 1964 organiseerde hij in Languedoc-Roussillon "Les Rencontres"; dat zal de grote pool van Hedendaagse Kunst worden. Deze evenementen brengen werken van Geer van Velde, Roger Bissière, Nicolas de Staël, Maria Elena Vieira da Silva, Maurice Esteve, Charles Lapicque, André Lanskoy, Serge Poliakoff, Yves Tanguy, Fernand Léger, De cobra's en vele anderen bij elkaar. Moget heeft ook bijdragen geleverd aan de oprichting van het centrum voor Hedendaagse Kunst in Sérignan, bij Béziers, tentoonstellingen van Jacques Villon, Joan Miró), in het Chateau de Jau, het Musée Fabre in Montpellier en het Musée Hyacinthe Rigaud in Perpignan.
1960-1977, de schilderijen vertalen een soort van permanente-frontale ruimte, verlaagde horizon, vierkant formaat of bijna, het ontbreken van de handtekening aan de voorzijde, zonder titel, zoekende naar de essentie van het schilderen.
De schilderwerken tussen 1980 en 1990 vertalen de traagheid van het proces, de ontevredenheid van de schilder en zijn zoeken naar de absolute schilderkunst.
In 1991 richtte hij in een oude wijnmakerij een locatie voor Hedendaagse Kunst op, "Lieu d'Art Contemporain", "Le Hameau du Lac" bij de stad Sigean. Moget heeft vijf grote zalen gewijd aan de presentatie van Hedendaagse Kunst in een eenvoudige ruimte met een uitzonderlijke verlichting. Jaarlijks worden er twee tentoonstellingen gehouden in het voorjaar en de zomer, soms aangevuld met in het najaar een expositie jonge beeldende kunstenaars.

## Privéleven
Hoewel hij deel uitmaakte van een grote familie, was hij de enige zoon. Zijn moeder was de oudste van elf kinderen en zijn vader kwam ook uit een groot gezin. Hij leefde in een bescheiden familie-achtergrond, stevig gestructureerd, waar het begrip voor kunst duidelijk aanwezig was.
Op achtjarige leeftijd bespeelde hij een accordeon en hij verdiepte zich in de schilderkunst (hij schilderde borden als cadeau voor Kerstmis).
In 1947 woonde hij in Port-de-Bouc in Bouches-du-Rhône waar hij het licht van de Languedoc en Catalonië ontdekte.
Hij bezocht de regio Narbonne, etangs van Sigean en Port-la-Nouvelle. In 1951 trouwde hij met de kunstschilder Maria Schallenberg, jeugdvriendin van de Academie voor Beeldende Kunsten in Den Haag. In 1952 vestigden ze zich permanent in Frankrijk Port-la-Nouvelle, “la Grange Basse” waar ze in zeer precaire omstandigheden woonden, zonder water of elektriciteit. Ze keerden tot 1955 elke zomer terug naar Scandinavië, waar hun dochter Layla werd geboren.

## Exposities

### Belangrijkste Groepstentoonstellingen

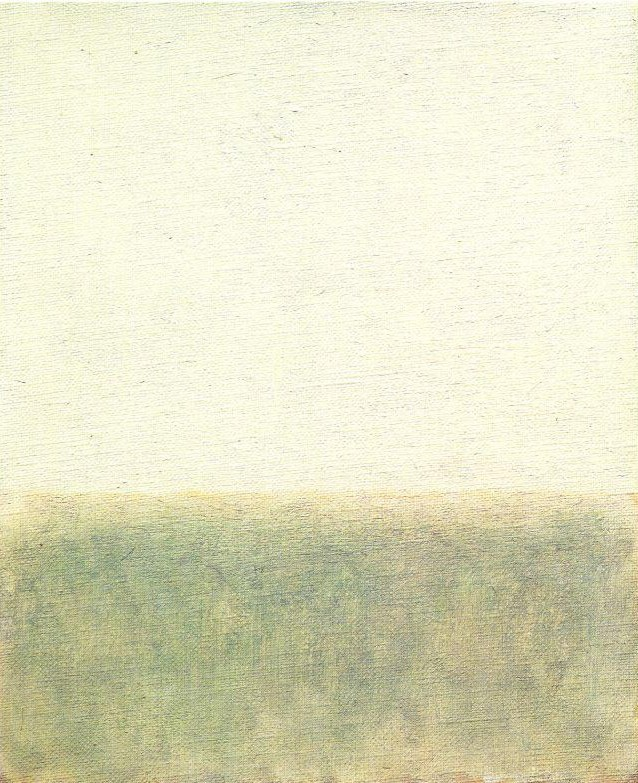
Piet Moget, Sans Titre, 27x22 Huile sur toile 1992-98

- 1947, Den Haag, Bijenkorf, Kontakt Groep, Jonge Kunsternaars
- 1948, Den Haag, Bijenkorf, Kontakt Groep, Jonge Kunsternaars
- 1949, Den Haag, Bijenkorf, Kontakt Groep, Jonge Kunsternaars
- 1952, Varberg, Societetssalongen, "Hollandsk Konst".
- 1953, Varberg, Societetssalongen, "Fransk Hollandsk Konst".
- 1954, Varberg, Societetssalongen, "Konstudställning".
- 1955, Varberg, Societetssalongen, "L'Ecole de Paris".
- 1956, Béziers, galerie Cabezon, "André Lhote, Pignon, Piet Moget".
- 1956, Port-la-Nouvelle, foyer municipal, "Rencontre I".
- 1957, Béziers, galerie Bonnefond, "André Lhote, Piet Moget, Mary Moget, Jean Camberoque".
- 1957, Port-la-Nouvelle, foyer municipal, "Rencontre II".
- 1958, Port-la-Nouvelle, foyer municipal, "Rencontre III".
- 1960, Port-la-Nouvelle, Mas de la Grange Basse, "Rencontre IV".
- 1962, Port-la-Nouvelle, Mas de la Grange Basse, "Rencontre V".
- 1962, Montpellier, musée Fabre, "Rencontre avec les peintres d'aujourd'hui".
- 1963, Paris, Musée d'art moderne de la Ville de Paris, salon de Mai.
- 1963, Paris, Musée d'art moderne de la Ville de Paris, salon des Réalités Nouvelles.
- 1964, Port-la-Nouvelle, Mas de la Grange Basse, "Rencontre VI".
- 1964, Montpellier, musée Fabre, "Rencontre VI".
- 1965, Varberg, Societetssalongen, "Rencontre VII".
- 1965, Paris, Musée d'art moderne de la Ville de Paris, 20ème salon des Réalités Nouvelles.
- 1966, Paris, Musée d'art moderne de la Ville de Paris, 21ème salon des Réalités Nouvelles.
- 1967, Exposition itinérante in Engeland: Kendal, Bolton, Middleborough, Sunderland, "20th Century European Painting".
- 1967, Paris, Musée d'art moderne de la Ville de Paris, 22ème salon des Réalités Nouvelles.
- 1968, Paris, Musée d'art moderne de la Ville de Paris, 23ème salon des Réalités Nouvelles.
- 1968, Varberg, Societetssalongen.
- 1969, Stockholm, galeria Scandinavia.
- 1970, Paris, Musée d'art moderne de la Ville de Paris, salon de Mai.
- 1971, Paris, Musée d'art moderne de la Ville de Paris, 26ème salon des Réalités Nouvelles.
- 1974, Lugano, villa Malpensata, "Pittura e Musica".
- 1975, Paris, centre américain, "Contrat Diction".
- 1976, Port-la-Nouvelle, New-Port Gallery.
- 1977, Paris, Musée d'art moderne de la Ville de Paris, 32ème salon des Réalités Nouvelles.
- 1979, Paris, Musée d'art moderne de la Ville de Paris, salon de Mai.
- 1980, Paris, Musée d'art moderne de la Ville de Paris, 34ème salon des Réalités Nouvelles.
- 1981, Paris, Musée d'art moderne de la Ville de Paris, 35ème salon des Réalités Nouvelles.
- 1981, Toulouse, galerie Jacques Girard.
- 1982, Agen, centre culturel.
- 1982, Paris, Musée d'art moderne de la Ville de Paris, 36ème salon des Réalités Nouvelles.
- 1985, Toulouse, galerie Jacques Girard, "Piet Moget et Toni Grand".
- 1989, Varberg, musée, Alechinsky, Karel Appel, Moget, Moget-Schallenberg".
- 1989, Toulouse, galerie Jacques Girard.
- 1994, Sigean, L. A. C., "Charchoune, les peintres et la peinture".
- 1994, Narbonne, centre d'art et de culture.
- 1994, Montpellier, pavillon du musée Fabre, "Création contemporaine en Languedoc".
- 1997, Villesèque-des-Corbières, château Haut Gléon.

### Belangrijkste Individuele Tentoonstellingen
- 1946, Arnhem, Galerie Schipperus.

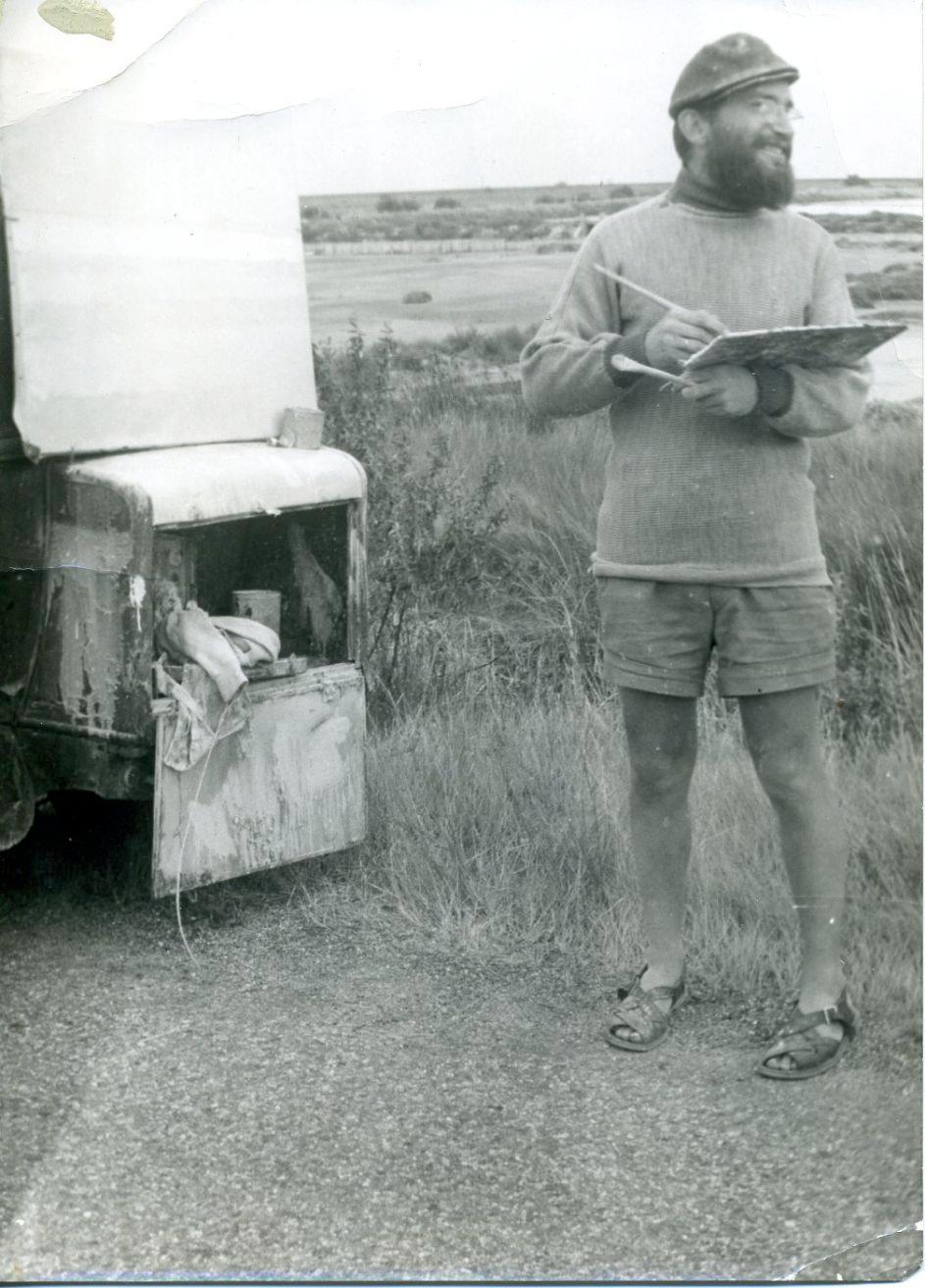
Piet Moget schildert

- 1957, Göteborg, Galerie God Konst.
- 1959, Göteborg, Galerie God Konst.
- 1967, Göteborg, Galerie God Konst.
- 1978, Paris, Fiac, stand van de New Style Gallery uit Den Haag.
- 1980, Toulouse, Université du Mirail; Varberg, Museum.
- 1981, Agen, Centre Culturel; Den Haag, New Style Gallery.
- 1982, Toulouse, Galerie Jacques Girard.
- 1983, Den Haag, New Style Gallery.
- 1984, Toulouse, Galerie Jacques Girard; Paris, Galerie Yvon Lambert.
- 1985, Den Haag, New Style Gallery.
- 1987, Amsterdam, Galerie M.L. de Boer.
- 1988, Toulouse, Galerie Jacques Girard.
- 1990, Göteborg, Galerie 33.
- 1995, Narbonne, Théâtre-scène nationale.
- 1996, Toulouse, Université du Mirail.
- 1997, Toulouse, Galerie Jacques Girard.
- 2001, Paris, Galerie Louis Carré & Cie et Paris; Fiac, stand van de Galerie Borzo de 's-Hertogenbosch.
- 2002, Amsterdam, Kunsthandel M.L. De Boer, Galerie Borzo de 's-Hertogenbosch, Cajarc, maison des arts G. Pompidou.
- 2006, Den Haag, Artotheek Kunstcentrum, Piet Moget.
- 2007, Agen, Musée des Beaux-Arts d’Agen, L’amour de l’art, Art Contemporain et Collection Privées du Sud Ouest.
- 2008, Amsterdam, Borzo modern and contemporary art; Paris, galerie Louis Carré & Cie; L.A.C. Lieu d’Art Contemporain, Sigean, Piet Moget, Parcours d’une œuvre.
- 2011, Heerenveen, Museum Belvédère, samen met Vincent Hamel

## Teksten van Piet Moget
Ma rencontre avec Geer van Velde, catalogue de l’exposition Geer van Velde, Paris, Musée d’Art Moderne de la Ville de Paris, 1982

## Werken

### Werken in Musea en Openbare Collecties
(selectie)
- F.R.A.C. Île-de-France.
- F.R.A.C. Languedoc-Roussillon.
- Musée des Beaux Arts, Carcassonne.
- Museum Duinkerken.
- Musée Régional d'Art Contemporain de Sérignan.
- L.A.C., Sigean.
- Konst Museum, Borås, Zweden.
- Kunstmuseum Den Haag.

### Werken in Privé Collecties
- http://www.artnet.fr/Artists/LotDetailPage.aspx?lot_id=F165D4FB12CCAA0A3A93F5C30C9BBC67
- http://www.artnet.fr/Artists/LotDetailPage.aspx?lot_id=19DC838E3A309B3CD6EA965DF273A8F2
- http://www.artnet.fr/Artists/LotDetailPage.aspx?lot_id=2B0E1BB0174A8F01AD9B4A712AD2266A

## Belangrijkste artikelen in de pers
- 1954 Trebe, "Franskholländsk konstnär blev f¨r¨lskad in Varberg (Een Nederlands-Franse schilder verliefd op Varberg)", Hallands Nyther, 1 december.
- 1955 Dufour, Fernand, "un peintre hollandais, Piet Moget, a choisi pour retraite l'humble mas de la Grange Basse", La Dépêche du Midi, 3 juli.
- 1955 Peder, "Konst till folket pa nya vägar (L'art vers le peuple, de nouvelles routes)". Hallands Nyther, 10 september.
- 1956 Dufour, Fernand, "Un peintre collectionneur est riche d'un Picasso de la belle époque cubiste," La Dépêche du Midi, 25 januari.
- 1957 Bäckström, Tord, "Piet Moget à la galerie God Konst", Göteborgs Handels och sjösarts-Tidning, 2 november.
- 1957 G. H. D, "En koloristbegavning (Un talent de coloriste)", Borås Tidning, 27 november.
- 1959 Bäcktröm, Tord, "Piet Moget à la galerie God Konst", Göteborgs Handels och sjösarts-Tidning, 2 december.
- 1959 B. E., "Piet Moget à la galerie God Konst", Göteborg-Tidninge, 30 november.
- 1962 Dufour, Fernand, "Après avoir fixé Piet Moget, la lumière nouvelloise vient de séduire un grand artiste Geer van Velde," la Dépêche du Midi, 24 april.
- 1962 Dufour, Fernand, "Klee, Kandinsky, Max Ernst, Tanguy, Geer van Velde, vedettes de Rencontre V" la Dépêche du Midi, 27 juli.
- 1963 Ashbery, John, "Le salon des Réalités Nouvelles" New-York Tribune, 20 april.
- 1964 Dufour, Fernand, "Panorama international de l'art contemporain", la Dépêche du Midi, 22 juli.
- 1967 Fenton, F.W., "Poetry in European Modern Art", Daily Telegraph, 3 juni.
- 1967 Wirsin-Kuschel, Ingrid, "Fransman med vikingaskägg ställer ut i Göteborg (Un Français à la barbe de Viking expose à Göteborg)", Göteborg-Tidningen, 6 april.
- 1976 Duchein, Paul, "Piet Moget, peintre des grands silences", Le Pharmacien de France, N° 6, pp. 268–271.
- 1980 Aribaut, Serge, "Piet Moget, les orges du silence, La Dépêche du Midi, 2 april.
- 1980 Meyer-Himhoff, Bertrand, "Piet Moget ou la peinture contemplative", gazette des tribunaux du Midi, 15 maart, N° 6634.
- 1981 Wingen, Ed, "De Uiterste concentratie van Piet Moget (Une extrême concentration chez Piet Moget)", Kunst Beeld, n° 6, p. 47.
- 1983 Meyer-Himhoff, Bertrand, "Piet Moget ou la peinture contemplative", Peinture/Cahiers théoriques, N° 16-17.
- 1984 Aribaut, Serge, "Piet Moget, le mystère de la ligne d'horizon", la Dépêche du Midi, 13 december.
- 1984 Visser, Mathilde, "Piet Moget", Financieele Dagblad, mei.
- 1988 Slagter, Erik, "Veel variatie en kwaliteit in Haagse galeriemaand (Beaucoup de diversité et de qualité dans le mois des galeries à La Haye)" Beelding, juni.
- 1991 Brun, Geneviève, "On est dans un espace et on entrevoit au-delà un autre espace", augustus.
- 1991 Cette, Louis, "le fruit de la passion", La Dépêche du Midi, 10 september.
- 1991 Dufour, Fernand, "Evénement culturel de l'été, création du Lieu d'Art Contemporain", La Dépêche du Midi, 17 augustus.
- 1993 Cimetière, Odile, 'L'homme qui marchait vers la lumière", Midi Libre, 23 mei.
- 1995 Cette, Louis, "Et la lumière fut", La Dépêche du Midi, 1 november.
- 1998 Donadio, Marie-Pierre, Reg'Arts, september, p. 8.
- 1998 Wesseling, Janneke, "Vergankelijkheid in de wijngaarden (Le temps qui passe au milieu des vignes)", NRC Cultureel supplement, 25 mei.
- 2000 Jover, Manuel, L'Oeil, september, p. 93.

## De Video-ontmoetingen
- (fr) Piet Moget parle de son ami Dado, Dailymotion.com
- (fr) CFE No 04 - CLArtVision - PIET MOGET, YouTube.com

## Twee Kunstenaars Piet Moget en Klaas Stapert
- https://dreamingatmypiano.typepad.com/.a/6a0111688c7574970c01287708b641970c-800wi